# Patrícia Bastos
Patrícia Bastos, nome completo Patrícia Christiane Guedes Bastos (Macapá, 18 aprile 1970), è una cantante brasiliana.

## Biografia
Nipote del cantante Oneide Bastos, Patricia ha iniziato la sua carriera musicale a livello professionale a 18 anni, quando è stata scelta come vocalist principale del gruppo Banda Brinds, con cui è rimasta per cinque anni. A partire dagli anni '90 ha intrapreso la carriera solista, prima esibendosi a livello locale, e successivamente facendosi conoscere a livello nazionale grazie alla partecipazione a diversi festival.
Con l'album Zulusa, uscito nel 2013, ha ricevuto i premi per il miglior album folk e come miglior interprete folk nella venticinquesima edizione del Prêmio da Música Brasileira.  Con il lavoro successivo, Batom Bacaba, ha nuovamente ricevuto nomination nelle categorie Miglior Album e Miglior Cantante al Prêmio da Música Brasileira. L'album è stato anche nominato per il Latin Grammy come miglior album folk.
Esponente della musica popolare brasiliana, nelle sue canzoni si rifà alla tradizione musicale della sua terra, l'Amapá, e in particolare alle sue ascendenze africane ed indigene.

## Discografia

### Album in studio
- Pólvora e Fogo (2002)
- Sobre Tudo (2007)
- Eu Sou Caboca (2009)
- Zulusa (2013)
- Batom Bacaba (2016)
- Timbres e Temperos (2021) (con Enrico di Micelli e Joãozinho Gomes)
- Voz da Taba (2023)

### Album live
- Patrícia Bastos In Concert (2004)